# 高丽忠宣王
高麗忠宣王（：／ Goryeo Chungseon-wang；1275年—1325年），是高丽王朝第26任君主（1298年，1308年—1313年在位），姓王，諱璋（：／ Wang Jang），初名王謜（：／ Wang Won）。高麗忠烈王王賰长子。其母为高麗莊穆王后、元朝齊國大長公主忽都鲁揭里迷失。

## 生平
元世祖至元十五年（1278年），王璋被定为高麗王世子后的第一年，他就被带到元大都（今北京）抚养，並取蒙古名益知禮普花。1296年王璋与元朝宗室甘麻剌之女薊國公主寶塔實憐成婚。在此之前，他已经娶了三个高丽贵族女子为妃。
1297年，莊穆王后忽都鲁揭里迷失去世。由于有人怀疑莊穆王后是被谋杀，引发高丽宫廷争斗。忠烈王王賰向元成宗请求退位。1298年，王璋嗣位為高麗國王，其父王賰則被高麗尊為太上王，元朝封王賰為逸壽王。由于宝塔实怜公主和高丽王妃集团之间的争斗非常激烈，不久王璋又很快将王位让回给其父王賰。
依據《元史》，1307年（或依據《高麗史》，1308年），王璋由於迎立元武宗的功績，被元朝冊封為瀋陽王。次年忠烈王王賰去世，王璋重新即位，是為忠宣王。由於經歷了一系列高麗朝廷中的明爭暗鬥，即位后，忠宣王並不願意处理高丽国事，而是迷恋在元大都的生活，尽可能地在元大都长时间逗留，在元大都傳旨遙控高麗。忠宣王在位期間，改革了高麗舊制中的一些弊端，打擊權門世家的勢力。這使高麗的朝臣們十分不滿。1310年，忠宣王殺害了世子王鑑以及高麗大臣金義重等人。而在元朝的官員中有相當一部分是高麗權貴，此前洪重喜、洪重慶、洪福源等人對高麗朝廷不滿的人，在元朝皇帝面前說忠宣王的壞話。
在各種壓力之下，忠宣王於1313年上表請求退位，將高麗王位傳給其子江陵大君王燾（高麗忠肃王），並請求冊封異母兄江陽公王滋之子延安君王暠（蒙古名完澤禿）為瀋陽王世子。元朝接受了他的請求，封他為太尉王，但要求其返回高麗。忠宣王不得已攜王后返回高麗，並讓王暠以禿魯花（人質）的身份留在元朝。但次年忠宣王又前往元朝，長期耽留元大都不歸。
王璋喜愛书法和绘画，在元大都期間，設立萬卷堂，收集各種書籍，並招聘元朝和高麗的學者研究學問。高麗學者李齊賢、元朝學者趙孟頫都是他的座上客。這段時期為高麗文學的頂峰，高麗大量從中國輸入書籍。
延祐七年（1320年）二月，元仁宗駕崩，元英宗即位，繼續推行漢法，但遭到其祖母太皇太后答己一派的阻撓。洪福源等誣陷王璋因黨同太皇太后一派，十二月，王璋被英宗流放到烏思藏撒思結之地（今西藏自治區薩迦縣）学佛。高麗忠肅王號召百官多次聯名上書元廷為上王鳴冤，同時組織僧人在旻天寺為之祈禱。但瀋王王暠圖謀奪取高麗王位，勾結在元廷任職的高麗人進行阻撓。瀋王的黨羽權漢功圖謀召集百官上書元廷請願，要求廢黜忠肅王。而高麗大臣柳清臣、吳潛則上書請求在高麗設置像內地一樣的行省，但被元英宗拒絕了。
1323年，忠宣王改流脫思麻（今青海省海南藏族自治州一帶）。1324年，忠宣王終於被召回元大都，此時已被流放了長達五年之久。然而護送他的校尉方連、方元兄弟苦於路途艱險，欲發兵殺之逃跑；幸好忠宣王發現了火光，及時逃脫了，才平安地到達元大都。1325年，王璋客死于元大都，遺體送回高麗，葬於德陵。元朝賜諡號忠宣，高麗恭愍王加諡宣孝。

## 家庭

### 夫人
| 稱號         | 名       | 生卒年     | 本貫 | 父母          | 備註                                                                           |
| ------------ | -------- | ---------- | ---- | ------------- | ------------------------------------------------------------------------------ |
| 薊國大長公主 | 寶塔實憐 | ？－1315   |      | 元晉王 甘麻剌 |                                                                                |
| 懿妃         | 也速眞   | ？－1316   |      |               | 蒙古人                                                                         |
| 靜妃王氏     |          | ？－1345   | 開城 | 西原侯 王瑛   | 忠烈王15年（1289年）2月被納為世子妃。忠穆王元年薨，追贈靜妃。                  |
| 順和院妃洪氏 |          | ？－1306   | 南陽 | 洪奎 金氏     | 忠烈王16年（1290年）被納為世子妃。其母金氏墓誌銘稱她為德陵賢妃，明德太后之姊。 |
| 趙妃         |          |            |      | 趙仁規        | 忠烈王18年（1292年）被納為世子妃。《元史》稱趙妃被封為令妃。                   |
| 順妃許氏     |          | 1271－1335 |      | 許珙 崔氏     |                                                                                |

### 子女
| 稱號                       | 生卒年     | 生母 | 配偶                                                              | 備註                             |
| -------------------------- | ---------- | ---- | ----------------------------------------------------------------- | -------------------------------- |
| 世子 王鑑                  | ？－1310   | 懿妃 |                                                                   | 小字宜忠，初封廣陵君，後封世子。 |
| 忠肃王 王燾                | 1294－1339 | 懿妃 | 濮國長公主亦憐眞八刺 曹國長公主金童 慶華公主伯顔忽都 明德太后洪氏 | 小字宜孝。                       |
| 德興君 王譓 （塔思帖木兒） |            |      |                                                                   |                                  |
| 壽春翁主                   | ？－1345   |      | 定安府院君許琮 （1286－1345）                                     | 忠穆王元年逝世。                 |

## 相關影視作品及飾演者

### 電視劇
| 劇名          | 年份   | 電視台 | 演員   |
| 《 王在相愛》 | 2017年 | MBC    | 任時完 |

### 引用
1. ↑  范永聰. . 香港教育圖書公司. 2009: 58  [2021-05-19]. ISBN 9789882003019. （原始内容存档于2021-05-19）.
2. ↑  蕭啟慶，《元麗關係中的王室皇姻與强權政治》，122~123頁。
3. ↑  .   [2016-10-21]. （原始内容存档于2017-03-05）.
4. ↑  『元史』卷208·列傳95·外夷1·高麗·大徳3年1月